# (317) Roxane
(317) Roxane – planetoida z pasa głównego asteroid okrążająca Słońce w ciągu 3 lat i 168 dni w średniej odległości 2,29 j.a. Została odkryta 11 września 1891 roku w Observatoire de Nice w Nicei przez Auguste Charloisa. Nazwa planetoidy pochodzi od imienia żony Aleksandra Wielkiego.

## Księżyc planetoidy
24 listopada 2009 roku odkryto naturalnego satelitę tej planetoidy. Ma on rozmiary ok. 5 km. Składniki obiegają wspólny środek masy w czasie ok. 13 dni. Odległość między nimi to 245 km.